# زالی (نام خانوادگی)
این صفحه افرادی با نام خانوادگی زالی را فهرست می‌کند:
- محمدحسن زالی نماینده استان تهران در مجلس خبرگان رهبری
- عباسعلی زالی، سیاستمدار ایرانی و استاد ژنتیک
- محمدرضا زالی، از اعضای پیوسته فرهنگستان علوم پزشکی
- علیرضا زالی، رئیس سازمان نظام پزشکی ایران